# 犬飼基昭
犬飼 基昭（いぬかい もとあき、1942年7月5日 - ）は、日本の元サッカー選手。第11代日本サッカー協会会長。埼玉県浦和市（現・さいたま市）出身。

## 来歴
埼玉県立浦和高等学校時代の1961年に日本ユース代表に選出されAFCユース選手権に出場した経験を持つ。卒業後に慶應義塾大学商学部に進学し、体育会サッカー部へ入部。4年時に主将を務める。
1965年に三菱重工業に入社し、選手として日本サッカーリーグの三菱重工業サッカー部でプレー。日本リーグ通算27試合出場4得点1アシスト、天皇杯通算1試合出場の記録を残し、1968年に現役を引退した。犬飼は、現役時代の自身のポジションについて、「今で言うトップ下。4-3-3の真ん中で前めのポジションをやっていました」と述べている。
1970年からは三菱自動車に転籍し、1993年からは海外本部欧州部長、1998年からは欧州三菱自動車取締役社長などを歴任、2002年に浦和レッドダイヤモンズ取締役社長に就任。低迷していた同クラブを、優勝争いに加わるまでに成長させ、育て上げた。
2006年、浦和レッズ社長を退任し、同年7月よりJリーグ専務理事に就任。2008年、株式会社Jリーグメディアプロモーション（旧社名 ジェイリーグ映像株式会社）代表取締役社長就任。同年7月10日、日本サッカー協会理事会において常務理事から日本サッカー協会会長に昇格することが採択され、7月12日に正式就任した。
会長に就任した犬飼は2018年および2022年のワールドカップ招致を推進し、それに関連して大阪駅北側の梅田北ヤードに8万人規模の国立スタジアムを建設する計画を発表した。スペインサッカー連盟やイングランドサッカー協会とは若手育成や審判の交換プログラムを実施するなどに積極的な交流を行った。さらに日本サッカー界の改革に意欲的に取組み、多くの大胆な施策を提案した。2期目の続投も確実視されていたが、これらの改革案が急進的過ぎるとの批判が生じ、2010年7月に開催された次期役員候補推薦委員会において25人のサッカー協会理事による信任票が少なかったため 異例となる一期のみでの退任が決まった。
日本サッカー協会の歴代会長の中で唯一日本サッカー殿堂入りしていない（理由は不明）。

## 施策
会長に就任した犬飼はJリーグの秋春制への移行、ナビスコカップのU-23化、バックパス禁止令、いわゆるベストメンバー規定の義務化、審判員評価制度の透明化などの改革案について積極的な発言を行っていた。これら犬飼の意欲的(悪く言えば独裁的)な提案には賛否両論の声があがっていた。

### バックパス禁止
犬飼はドイツのユース世代の試合においてバックパスをした選手を交代させるようにとの通達が出ていることを参考にして、日本でも育成年代においてバックパス禁止を徹底させるべきであるとしている。ドイツ在住のスポーツジャーナリストである木崎伸也がドイツサッカー協会の育成担当者やあるクラブのコーチに取材したところ、そのような規定はないと否定されている。

### Jリーグ秋春制移行
犬飼は日本代表の親善試合などとの兼ね合いから、Jリーグの日程を現在の春秋制から欧州の国内リーグで主流である秋春制へ2010年を目途に変更するようにと提案していた。冬季に試合開催が困難となるクラブについては、その時期の試合を全てアウェーとすればよいとの私案を述べ、スタジアムに屋根や座席ヒーターを設置すれば観客も減少しないと予想している。この秋春制の導入については、ドラガン・ストイコビッチやイヴィチャ・オシムなどが賛成する一方で、Jリーグの選手協会、鬼武チェアマン、およびJリーグの「シーズン制検討プロジェクト」に出席していた12クラブ中9クラブが否定的な意見を述べていた。

### 天皇杯におけるベストメンバー規定
2008年11月に行われた天皇杯の4回戦において、千葉と大分が主力の大半をベンチから外しそれぞれ敗れたことを問題視し、来年の大会への出場権やシード権の剥奪など両チームへの処分を検討していると報じられた。Jリーグの公式試合においてはベストメンバーで臨むことを定める「最強チーム規定」があるがこれは天皇杯には適用されない。日本サッカー協会は11月14日の理事会で罰則規定がなかったことを理由に具体的な処分を見送ることを決めた。11月28日の天皇杯対ガンバ大阪戦において、J2降格の可能性があった磐田が同様にレギュラーを大幅に入れ替えたことに対しては、「状況としては分かる。ファンは納得していると思う」と容認する意見を述べている。さらに後日ラジオ番組において、事前にクラブの社長が謝罪すればベストメンバーでなくとも容認するとの考えを示している。

## 個人成績
| 国内大会個人成績 | 国内大会個人成績 | 国内大会個人成績 | 国内大会個人成績 | 国内大会個人成績 | 国内大会個人成績 | 国内大会個人成績 | 国内大会個人成績 | 国内大会個人成績 | 国内大会個人成績 | 国内大会個人成績 | 国内大会個人成績 |
| 年度             | クラブ           | 背番号           | リーグ           | リーグ戦         | リーグ戦         | リーグ杯         | リーグ杯         | オープン杯       | オープン杯       | 期間通算         | 期間通算         |
| 年度             | クラブ           | 背番号           | リーグ           | 出場             | 得点             | 出場             | 得点             | 出場             | 得点             | 出場             | 得点             |
| 日本             | 日本             | 日本             | 日本             | リーグ戦         | リーグ戦         | -                | -                | 天皇杯           | 天皇杯           | 期間通算         | 期間通算         |
| ---------------- | ---------------- | ---------------- | ---------------- | ---------------- | ---------------- | ---------------- | ---------------- | ---------------- | ---------------- | ---------------- | ---------------- |
| 1965             | 三菱             |                  | JSL              |                  |                  | -                | -                |                  |                  |                  |                  |
| 1966             | 三菱             |                  | JSL              |                  |                  | -                | -                |                  |                  |                  |                  |
| 1967             | 三菱             |                  | JSL              |                  |                  | -                | -                |                  |                  |                  |                  |
| 1968             | 三菱             |                  | JSL              |                  |                  | -                | -                |                  |                  |                  |                  |
| 通算             | 日本             | 日本             | JSL              | 27               | 4                | -                | -                | 1\|\|\|\|\|\|    |                  |                  |                  |
| 総通算           | 総通算           | 総通算           | 総通算           | 27               | 4                | -                | -                | 1\|\|\|\|\|\|    |                  |                  |                  |